# Komunistyczna Partia Filipin
Komunistyczna Partia Filipin (fil. Partido Komunista ng Pilipinas, PKP) – filipińska partia polityczna.

## Historia
Założona w 1930 roku. Była członkiem Międzynarodówki Komunistycznej. W trakcie II wojny światowej zorganizowała antyjapoński ruch oporu. Zbrojnym ramieniem partii była wtedy Ludowa Armia Antyjapońska (Hukbalahap). W 1946 roku partia wystartowała w wyborach parlamentarnych. Kilku jej przedstawicieli weszło do Kongresu. Jeszcze w tym samym roku komunistyczni parlamentarzyści zostali pozbawieni mandatów na skutek działań rządu. Tym samym komuniści zeszli do podziemia, a oddziały Hukbalahap wznowiły działalność (od 1950 roku jako Hukbong, czyli Armia Narodowyzwoleńcza). W 1948 roku doszło do formalnej delegalizacji partii. Do 1954 roku siły rządowe rozbiły komunistyczną partyzantkę.
W 1968 roku maoistowscy rozłamowcy utworzyli odrębną Komunistyczną Partię Filipin. Rok później maoiści powołali partyzancką Nową Armię Ludową. Od tego czasu maoistowska formacja określana jest jako Komunistyczna Partia Filipin – Nowa Armia Ludowa.
Ponownie zalegalizowana w 1993 roku. Istnieje do dzisiaj.